# Acherontia virgata
Acherontia virgata är en fjärilsart som beskrevs av Tutt 1904. Acherontia virgata ingår i släktet Acherontia och familjen svärmare. Inga underarter finns listade i Catalogue of Life.